# Баешов, Абдуали Баешович
Абдуали Баешович Баешов — советский и казахстанский учёный в области электрохимии, доктор химических наук (1990), профессор (1994), член-корреспондент Национальной академии наук РК (2013), академик (2017).

## Биография
Родился 26 апреля 1946 года на станции Жанакорган.
Окончил среднюю школу-интернат № 2 в городе Кентау (1964) и Казахский химико-технологический институт, г. Чимкент (1969). В 1970—1973 годах учился в аспирантуре под руководством академика АН КазССР Е. А. Букетова.
- 1969—1970 инженер-технолог Машиностроительного завода им. В. В. Куйбышева (г. Петропавловск);
- 1970—1991 инженер, старший инженер, младший, старший и ведущий научный сотрудник, заведующий лабораторией Химико-металлургического института АН КазССР (г. Караганда);
- 1991—1995 заведующий кафедрой химии и декан экологического факультета Международного казахско-турецкого университета им. Х. А. Ясави (МКТУ им. Х. А. Яссави) (г.г. Туркестан и Кентау);
- 1996—2005 вице-президент, ректор, директор Кентауского отделения МКТУ им. Х. А. Яссави;
- с 2005 г. зам. директора (2005—2009), генеральный директор (2010—2013), с 2013 г. зав.лабораторией электрохимических технологий Института органического катализа и электрохимии им. Д. В. Сокольского (г. Алматы).

Доктор химических наук (1990), профессор (1994). Член-корреспондент Национальной академии наук РК (2013), академик (2017).
Автор (соавтор) более 1000 научных и научно-методических, научно-популярных трудов, в числе которых: монографии, учебники, учебные пособия — 27: Электрохимия селена, теллура и полония «Наука» КазССР, 1989; Электрохимия серы и ее соединений, Ғылым, 1997; Қоршаған орта химиясы, Алматы, 1998; Практикум по химии окружающей среды, «Кітап», 2000; Экология негіздері, Яссави университеті, 2000; «Экология және таза су проблемалары», «Дәнекер», Алматы, 2003; Электрохимия «Қазақ университеті», Алматы, 2014 и др.
Обладатель авторских свидетельств СССР, патентов Республики Казахстан и зарубежных стран (США, Канады, Китая, Великобритании, Австралии, Голландии, Нидерландов, Венгрии) — более 150.
Решением ГК изобретений СССР двум его изобретениям присвоено имя автора: «Способ определения фосфора в фосфорном шламе Букетова-Баешова» (1983) и «Способ получения ультрадисперсного порошка меди Баешова-Журинова» (1987). Решением Национального института интеллектуальной собственности двум патентам РК присвоено имя автора: «Устройство Баешова для преобразования энергии» (2013); и Устройство Баешова для транспортировки электрической энергии (2014).
Заслуженный изобретатель Республики Казахстан (2012). Лауреат Государственной премии Республики Казахстан в области науки, техники и образования (2003). Лауреат премий им. академика Е.Букетова (2006). Награждён значком «Изобретатель СССР» (1987); медалью им. Ы. Алтынсарина (1996); орденом «Құрмет».
Сочинения:
- Исследование электродных процессов при электрорафинировании меди : диссертация … кандидата химических наук : 02.00.05. — Караганда, 1977. — 147 с. : ил.
- Электрохимические методы извлечения меди, халькогенов и синтеза их соединений : А. Баешов, отв. ред. док. химических наук М. Ж. Журинов; Академия наук Казахской ССР, Центрально-Казахстанское отделение, Химико-металлургический институт. — Алма-Ата : «Наука» Казахской ССР, 1990. — 108 с. : ил., табл.; 20 см.
- Электрохимия селена, теллура и полония / А. Баешов, М. Ж. Журинов, С. И. Жданов; АН КазССР, Центр.-Казахст. отд-ние, Ин-т орган. синтеза и углехимии, Хим.-металлург. ин-т. — Алма-Ата : Наука КазССР, 1989. — 169,[1] с. : ил.; 20 см; ISBN 5-628-00174-0

Почётный гражданин г. Кентау (2001). Почётный гражданин Жанакорганского района (2011).
Жена — Баешова Ажар Коспановна — доктор технических наук, Лауреат Государственной Премии РК, Лауреат Премии Е. А. Букетова, профессор КазНУ им.аль-Фараби). Двое детей (сын Каныш и дочь Салтанат).